# 3876 Quaide
3876 Quaide è un asteroide della fascia principale del diametro medio di circa 20 km. Scoperto nel 1988, presenta un'orbita caratterizzata da un semiasse maggiore pari a 3,0210533 UA e da un'eccentricità di 0,0797184, inclinata di 11,24085° rispetto all'eclittica.